# Чорнобиль (мінісеріал)
«Чорнобиль» (англ. Chernobyl) — п'ятисерійний британо-американський мінісеріал, створений і написаний Крейгом Мезіном та зрежисований Юганом Ренком. Події сюжету розгортаються після вибуху реактора на Чорнобильській атомній електростанції, однієї із найбільших техногенних катастроф в історії. Проєкт є спільним виробництвом американського HBO Entertainment та британського Sky UK за участі Sister Pictures, The Mighty Mint та Word Games.
Прем'єра історичної драми відбулася 6 травня 2019 року на HBO і 7 травня 2019 року на Sky Atlantic у Сполученому Королівстві та Республіці Ірландія. Він отримав широке визнання критиків за свою операторську роботу, історичну точність, виконання, атмосферу, тон, сценарій і музичний супровід. На 71-й церемонії вручення премії «Еммі» серіал отримав дев'ятнадцять номінацій і переміг у категорії «Видатний обмежений серіал», «Видатна режисура» та «Видатний сценарій», а Гарріс, Скашгорд і Вотсон отримали номінації за акторську роботу. На 77-й церемонії вручення премії «Золотий глобус» серіал переміг у номінації «Найкращий міні-серіал або телевізійний фільм», а Скашгорд — у номінації «Найкращий актор другого плану в серіалі, міні-серіалі або телефільмі».

## Сюжет
Серіал оповідає про події 1986 року, пов'язані з Чорнобильською катастрофою, що вважається найбільшою техногенною катастрофою в історії людства. В центрі уваги — екранізовані розповіді учасників подій, що вижили після вибуху на найбільшій електростанції країни, і людей, які займали керівні посади.
Значна частина сюжету мінісеріалу базується на спогадах жителів Прип'яті, розказані у книзі Світлани Алексієвич «Чорнобильська молитва».
Сюжет подано як розповідь Валерія Легасова, котрий ділиться зібраними відомостями про причини катастрофи та ліквідацію її наслідків. Події зображаються головним чином в баченні Уляни Хом'юк, фізика-ядерника, яка намагається розібратися в технологічних причинах вибуху, та Бориса Щербини, голови урядової комісії, котрий вбачає причину в безграмотному керівництві. З їхніх оповідей складається єдина картина подій, щоб пояснити загалу таємниці сумних подій минулого.

## У ролях
| Актор                  | Персонаж |
| ---------------------- | --- |
| Джаред Гарріс          | професор Валерій Легасов, академік, перший заступник директора Інституту атомної енергії ім. І. В. Курчатова |
| Стеллан Скашгорд       | Борис Щербина, заступник голови Ради міністрів СРСР                                                          |
| Емілі Вотсон           | Уляна Хом'юк, фізик-ядерник, вигаданий збірний персонаж                                                      |
| Марк Льюїс Джонс       | генерал Пікалов                                                                                              |
| Гілтон Мак-Рей         | суддя Милан Кадніков                                                                                         |
| Роберт Еммс            | старший інженер управління реактором Леонід Топтунов                                                         |
| Адам Нагайтіс          | Василь Ігнатенко, командир відділення 6-ї воєнізованої пожежної частини з охорони міста Прип'ять             |
| Джессі Баклі           | Людмила, дружина Василя Ігнатенка                                                                            |
| Пол Ріттер             | Анатолій Дятлов, заступник головного інженера з експлуатації Чорнобильської АЕС                              |
| Едріан Роллінс         | інженер Микола Фомін, головний інженер Чорнобильської АЕС                                                    |
| Наташа Радскі          | Радянська ведуча теленовин, реальний персонаж, реконструкція реального оголошення про трагедію;              |
| Кон О'Ніл              | Віктор Брюханов, директор Чорнобильської АЕС                                                                 |
| Адам Лундгрен          | В'ячеслав Бражник, машиніст турбінного цеху Чорнобильської АЕС                                               |
| Біллі Постлтвейт       | старший інженер управління блоком Столярчук Борис Васильович                                                 |
| Дангуоле Рагажінскайте | громадянка                                                                                                   |
| Майкл Шеффер           | співробітник КДБ                                                                                             |
| Томас Жайбус           | міліціонер                                                                                                   |
| Люсі Рассел            | Марина Грузинська                                                                                            |
| Сем Страйк             | Міша |
| Сем Тротон             | Олександр Акімов, начальник нічної зміни 4-го реактора                                                       |
| Ральф Айнесон          | генерал Тараканов, командир чорнобильських ліквідаторів                                                      |
| Фарес Фарес            | Бачо |
| Алан Вільямс           | Заступник голови КДБ Чарков                                                                                  |
| Алекс Фернс            | Глухов - начальник зміни                                                                                     |
| Майкл Мак-Елхеттон     | прокурор Андрій Степашин                                                                                     |

## Серії
| № серії | Назва серії                                           | Режисер(и) | Сценарист(и) | Оригінальна дата показу | Глядачів U.S. (млн) |
| --- | ----------------------------------------------------- | ---------- | ------------ | ----------------------- | ------------------- |
| 1 | «1:23:45»                                             | Юган Ренк  | Крейг Мезін  | 6 травня 2019           | 0.756 (млн)         |
| Академік Валерій Легасов 26 квітня 1988 року, перебуваючи в Москві записує на магнітофон свою розповідь про події в Чорнобилі 1986 року. Він закінчує розповідь словами, що його звинувачено в аварії на Чорнобильській АЕС, тоді як насправді вина лежить на заступнику головного інженера з експлуатації АЕС Анатолії Дятлові. Сховавши касети, Легасов вчиняє самогубство. За два роки до того в Прип'яті внаслідок невдалого експерименту стається вибух реактора. Начальник зміни Валерій Перевозченко повідомляє, що активна зона реактора зруйнована. Однак Дятлов переконаний, що той марить, адже ядро РБМК-реактора не може вибухнути згідно з всіма даними. На його думку, вибухнув бак із воднем, тож серйозної загрози немає. Незабаром пожежник Василь Ігнатенко вирушає на гасіння пожежі на АЕС, лишивши вдома дружину Людмилу. На місці пожежі Василь відчуває металевий присмак у роті і стає свідком того, як його колега бере уламок якогось матеріалу. Через кілька хвилин на долоні цього колеги з'являються сильні радіаційні опіки. Уламок виявився шматком графіту з активної зони, що свідчить про її руйнування. Директор Чорнобильської АЕС Віктор Брюханов і її головний інженер Микола Фомін вислуховують доповідь Дятлова про аварію та запевняють членів Прип'ятського міськвиконкому, що ситуація знаходиться під контролем. Також вони переймаються про те, щоб за кордоном не дізналися про інцидент. Після зборів до них приходить заступник головного інженера з експлуатації першої черги Анатолій Ситников і повідомляє — рівень радіації настільки високий, що перевищує верхню межу вимірів усіх приладів. Дятлов збирається піти на дах біля труби, щоб самому побачити, що там відбувається, але в нього починається напад гострої променевої хвороби. Фомін посилає Ситникова на дах станції, звідки той бачить, що четвертий енергоблок АЕС зруйновано. Ситников зазнає смертельної дози радіації, а пожежні, які гасили реактор починають валитися з ніг. Борис Щербина від імені Михайла Горбачова наказує Легасову увійти до складу урядової комісії з ліквідації наслідків катастрофи. |                                                       |            |              |                         |                     |
| 2 | «Please Remain Calm» «Будь ласка, зберігайте спокій»  | Юган Ренк  | Крейг Мезін  | 13 травня 2019          | 1.004 (млн)         |
| За сім годин після вибуху вчена з Інституту ядерної енергетики АН Білоруської РСР Уляна Хом'юк фіксує підвищення рівня радіації в Мінську. Підозрюючи про інцидент на найближчих АЕС, вона спочатку дзвонить на Ігналінську, але там усе в нормі, попри підвищений рівень радіації. Але не отримує відповіді з Чорнобильської станції. Заступник голови міського комітету КПРС Гаранін не слухає її, тоді Уляна сама вирушає в Прип'ять. Тим часом Людмила довідується, що її чоловік потрапив до лікарні. Їй вдається прорватися крізь міліцію до лікарні й дізнатися, що Василя разом з іншими пожежниками евакуйовано до Москви через наслідки опромінення. У Москві Легасов пояснює Горбачову і скептично налаштованому Щербині, що ситуація значно гірша ніж здається, а Прип'ятський міськвиконком замовчує справжні масштаби вибуху. Горбачов відряджає Щербину з Легасовим у Прип'ять для з'ясування обставин. Пролітаючи на вертольоті над АЕС, Легасов вказує на уламки графіту на даху та сяйво над реактором — іонізоване повітря. Щербина вислуховує Брюханова і Фоміна, які звинувачують Легасова в дезінформації. Генерал Пікалов вирушає перевірити радіаційний фон і встановлює, що там не 3,6 рентгена, як казав Брюханов, а 15 тисяч рентген. Щербина наказує взяти Брюханова й Фоміна під арешт. Легасов пояснює високопосадовцям, що коли реактор не загасити, з часом вся Європа стане непридатною для життя. Він радить загасити реактор піском і бором, але з виконанням задуму зволікають через його затратність. Згодом Щербині повідомляють, що дослідники за кордоном зафіксували підвищення радіаційного фону і факт катастрофи вже не замовчати. Починається евакуація населення Прип'яті. Уляна Хом'юк прибуває до Прип'яті та попереджає Легасова і Щербину про небезпеку парового вибуху, що відбудеться, коли розплавлене ядерне паливо зіткнеться з водою, що накопичилась у барботерах під станцією після гасіння пожежі. Легасов вирішує відправити трьох чоловік аби відкрити шлюзовий вентиль і почати відкачування води. Горбачов дає дозвіл на це, хоча обоє розуміють, що виконавці цієї місії підуть на вірну смерть. Олексій Ананенко, Валерій Беспалов і Борис Баранов викликаються добровольцями та в водолазних костюмах спускаються в підвал. |                                                       |            |              |                         |                     |
| 3 | «Open Wide, O Earth» «Роздайся, земле!»               | Юган Ренк  | Крейг Мезін  | 20 травня 2019          | 1.063               |
| Добровольці успішно виконують місію, вибух вдається відвернути. Однак генерал-полковник попереджає про розплавлення активної зони, що загрожує забруднити ґрунтові води, а потім і річки. Як наслідок, все господарство в країні буде знищено. Щербина та Легасов пропонують Горбачову встановити під АЕС радіатор з рідким азотом, якого, однак знадобиться вкрай багато. Легасов придумує прорити тунель під станцією для установки охолоджувача. Після цього Щербина кличе його на прогулянку, під час якої показує, що за ними слідкує КДБ. Міністр вугільної промисловості Михайло Щадов звертається за допомогою до шахтарів з Тули на чолі з начальником зміни Глуховим. За планом Легасова Глухову належить забезпечити риття тунелю. Той погоджується з огляду на те, що це врятує простих людей, але до можновладців ставиться з презирством. Шахтарі прокладають тунель, де через спеку від реактора змушені працювати голими. Легасов відправляє Хом'юк в Москву аби дізнатися в Дятлова та його колег Акімова і Топтунова передумови катастрофи. Дятлов відмовляється розповідати, тоді як двоє інших перед смертю кажуть, що АЕС вибухнула після того, як Акімов натиснув кнопку аварійного вимкнення реактора. Опинившись у тій же лікарні, Людмила дає хабаря, щоб її попри заборону пропустили до Василя. Вона не розповідає медсестрі про свою вагітність і порушує заборону торкатися до чоловіка. Уляну заарештовують агенти КДБ, але скоро її звільняють за клопотанням Легасова перед першим заступником голови КДБ Чарковим. Василя та інших загиблих від опромінення ховають у свинцевих трунах, після чого могилу заливають бетоном. |                                                       |            |              |                         |                     |
| 4 | «The Happiness of All Mankind» «Щастя всього людства» | Юган Ренк  | Крейг Мезін  | 27 травня 2019          | 1.193 (млн)         |
| Після евакуації Прип'яті деякі місцеві жителі відмовляються покинути домівки. Солдати отримують наказ силоміць виселяти їх, а також знищувати усіх заражених тварин — як свійських, так і диких. Тим часом реактор не вдається загасити, поки на даху АЕС лежать уламки, де панує смертельна радіація. Валерій та Борис намагаються застосувати для розчищення даху радіокерованих роботів з програми «Місяцехід». Після перемовин вдається отримати новітнього німецького робота. Однак, техніка ламається і лишається посилати людей, яким виділяється всього 90 секунд на роботу. На ліквідацію заражених предметів і тварин прибуває хлопець Павло. Його завданням стає вбивати домашніх тварин, що складно йому дається. Тим часом Уляна знаходить в архіві документи про реактор такого ж типу, як на Чорнобильській АЕС. Вона знову відвідує Дятлова, розпитуючи як він проводив експеримент. Вона переконує Дятлова, що якщо той винний у вибуху, її допомога може врятувати його від розстрілу. Втім, Дятлов лише підтверджує слова колег. Разом з Легасовим Хом'юк встановлює, що реактор вибухнув після вимкнення внаслідок неконтрольованого розгону. Персонал станції не знав про його можливість, проте вона була описана в документах академіка Волкова, засекречених КДБ з метою утвердити думку про безпомилковість радянської науки. Хом'юк вказує, що існує ще 16 реакторів того ж типу, тож катастрофа повториться, якщо не розголосити її причини. Легасов планує свідчити про це у Відні перед Міжнародним агентством з атомної енергії, попри загрозу помсти з боку влади. Дах АЕС врешті вдається розчистити зусиллями понад 3000 ліквідаторів, після чого починається зведення укриття над АЕС. Уляна згадує про те, що донька Людмили померла за кілька годин після народження. |                                                       |            |              |                         |                     |
| 5 | «Vichnaya Pamyat» «Вічная пам'ять»                    | Юган Ренк  | Крейг Мезін  | 3 червня 2019           | 1.089 (млн)         |
| Епізод починається кадрами буденного життя міста Прип'ять напередодні катастрофи. Дія переноситься на кілька місяців уперед. На вулицях Москви агент КДБ зупиняє Валерія Легасова та садить до авто, де йому повідомляють, що він повинен виступити свідком у суді. Йому обіцяють звання Героя Радянського Союзу та посаду директора інституту ім. Курчатова, якщо академік підтвердить офіційні дані Москви. Згодом Хом'юк зустрічається з Легасовим і переконує його розповісти правду про реактори. Дятлов, Брюханов і Фомін постають перед судом. Щербина пояснює принципи роботи атомної електростанції, а Хом'юк і Легасов свідчать про розвиток катастрофи та її причини. Щербині під час судового засідання стає зле, з приводу чого оголошують перерву. Щербина ділиться зі Легасовим своїми почуттями — що він лишився осторонь безпосередніх подій, де міг би когось урятувати. Той підбадьорює його словами, що саме завдяки Щербині вдалося залучити необхідні ресурси та ліквідаторів. Флешбек показує як дії Дятлова призвели до вибуху. Той прагнув провести випробування якомога швидше та з недосвідченим колективом, аби отримати підвищення. В реакторі почалося стрімке зростання потужності, проте персонал був упевнений в захисті. Врешті Акімов активував аварійне вимкнення реактора, проте керуючі стрижні мали недолік, допущений задля їх здешевшання. Вони й спричинили навпаки зростання потужності, що й дало в результаті вибух. Описуючи ці події, Легасов розповідає про подібний інцидент на Ленінградській АЕС, замовчаний ним же від МАГАТЕ. Після виступу Легасова заарештовують, йому повідомляють, що ці свідчення не будуть взяті до уваги судом і не будуть оприлюднені. За ним лишаються поточні посади, але він не отримає жодних нагород і втратить будь-який вплив. Наприкінці показуються кадри з реальними учасниками цих подій, повідомляється їхня подальша доля та описуються наслідки катастрофи, відчутні і по сьогодні. Після самогубства Легасова його мемуари не могли більше приховуватись і СРСР визнав помилку при проєктуванні реактора. Недолік в інших реакторах того ж типу було усунено. Деяких колег Легасова, що підтримували його, було кинуто до в'язниці, Уляна Хом'юк є їхнім збірним образом. Щербина помер у 1990. Брюханов, Дятлов і Фомін були засуджені до 10-и років ув'язнення. Фомін, вийшовши на свободу, повернувся до роботи на АЕС в Росії. Дятлов помер у 1995 від наслідків опромінення. В завалах Четвертого енергоблока досі перебувають останки Валерія Ходемчука. Одяг, який понад 30 років тому зняли з пожежників, досі лежить у підвалі МСЧ-126 та показує високий радіоактивний фон. Людмилі Ігнатенко лікарі діагностували безпліддя, проте помилилися і тепер вона має сина й живе у Києві. Близько сотні шахтарів, які копали тунель під станцією, не дожили до 40-и років. Щодо водолазів, поширилася чутка нібито вони загинули, проте насправді вижили і двоє з них досі живі. Понад 600 тис. людей постраждали, багато з них померли від радіації та спричинених нею хвороб, але їх облік не вівся радянською владою. 300 тис. було виселено з зони відчуження, повертатися куди досі небезпечно. Горбачов у 2008 році висловився, що, можливо, Чорнобильська катастрофа була справжньою причиною розпаду Радянського Союзу. У 2017 над АЕС було завершено нове укриття, розраховане на службу впродовж століття. В Україні та Білорусі після вибуху різко зросла захворюваність на рак. Кількість жертв катастрофи оцінюється від 4 тис. до 93 тис. Офіційна цифра — лише 31. Однак справжнє число, напевне, не буде відомо ніколи. |                                                       |            |              |                         |                     |

## Виробництво

### Розробка
Спільний проєкт HBO та Sky Television анонсували у липні 2017 року. Сценаристом п'яти епізодів виступив Крейг Мезін, а режисером — Юган Ренк. Мезін також виступив в ролі виконавчого продюсера разом з Каролін Штраус та Джейном Фезерстоун, а Кріс Фрай та Ренк стали співвиконавчими продюсерами. 11 березня 2019 року було оголошено про прем'єру мінісеріалу 6 травня 2019 року.

### Кастинг
Одночасно з початковим оголошенням серіалу було підтверджено, що Джаред Гарріс буде грати в серіалі. 19 березня 2018 року було оголошено, що Стеллан Скашгорд та Емілі Вотсон приєдналися до основного акторського складу. У травні 2018 року було оголошено, що Пол Ріттер, Джессі Баклі, Едріан Роулінс та Кон О'Ніл також приєдналися до акторського складу.

### Зйомки
Основні зйомки проходили в Литві в період з квітня по травень 2018 року, а в червні — в Києві. Сцену Москви знімали на вулиці Богдана Хмельницького, у кварталах від Чикаленка до Володимирської, де на час зйомок ряд установ та магазинів змінив вивіски, а від вулиці Хрещатик для руху по вулиці Богдана Хмельницького вгору-вниз були завезені автомобілі, автобуси та інший транспорт періоду 1980-х років, тоді як на лайт-боксах і у вітринах було розміщено плакати того часу а на тротуарі виставлено стенди з газетою «Правда». Сцену на Тульській шахті знімали під Києвом, в м. Українка, на складі вугілля Трипільської ТЕС. Велика частина натурних зйомок енергоблоків ЧАЕС відбувалася на зупиненій Ігналінській АЕС, яка має реактори того ж типу (РБМК), що і Чорнобильська АЕС. Зйомки Прип'яті проводили в Вільнюсі, в районі Фабійонішкес.
- Ігналінська АЕС
- Вулиця Богдана Хмельницького
- Інститут гідробіології НАН України
- Інститут біології та медицини
- Національна бібліотека України ім. Вернадського
- Склад вугілля Трипільської ТЕС
- Фабійонішкес, Вільнюс

## Дубляж та закадрове озвучення українською
Українською існує два різних україномовних закадрових озвучення мінісеріалу Чорнобиль: від студії НеЗупиняйПродакшн, від студії DniproFilm/HDRezka та дубляж Студії 1+1.

### Багатоголосе закадрове озвучення студії DniproFilm/HDRezka
Студія DniproFilm/HDRezka озвучила телесеріал українською мовою у 2019 році.

### Багатоголосе закадрове озвучення студії НеЗупиняйПродакшн
Студія НеЗупиняйПродакшн озвучила телесеріал українською мовою у 2019 році. Окрім україномовного озвучення самого серіалу також студією НеЗупиняйПродакшн було створено україномовне озвучення трейлеру серіалу. Серіал вперше поширювався з цим україномовним озвученням НеЗупиняйПродакшн спільнотою Толока у травні-червні 2019 року.
Ролі озвучили:
- Михайло Войчук — Валерій Легасов, Віктор Брюханов
- Марина Клодніцька — Уляна Хом'юк
- Михайло Кришталь — Анатолій Дятлов, Микола Тараканов, Михайло Горбачов, Чарков
- Сергій Солопай — Борис Щербина, Фомін, Пікалов
- Ганна Соболєва — Людмила Ігнатено
- Роман Молодій — Василь Ігнатенко, Олександр Акімов
- Олександр Солодкий — Топтунов, Кіршенбаум, Правик, Павло

Перекладач — Дмитро Рассказов-Тварковський

### Дубляж студії 1+1
Студія 1+1 на замовлення телеканалу 1+1 дублювала телесеріал українською мовою у 2019 році. Окрім україномовного дубляжу самого серіалу також Студією 1+1 було створено україномовне дублювання трейлеру серіалу. Серіал вперше транслювався з цим україномовним дубляжем Студії 1+1 в ефірі телеканалу 1+1 з 18 червня по 20 червня 2019 року.
Ролі дублювали:
- Євген Пашин — Валерій Легасов
- Олег Лепенець — Борис Щербина
- Ніна Касторф — Уляна Хомюк
- Ярослав Чорненький — Михайло Горбачов, суддя Милан Кадніков
- Юрій Кудрявець — оператор реактору Леонід Топтунов
- Андрій Соболєв — Василь Ігнатенко
- Юлія Перенчук — Людмила Ігнатенко
- Андрій Альохін — Анатолій Дятлов
- Олександр Завальський — Микола Фомін
- Михайло Жонін — Віктор Брюханов, Микола Тараканов
- Максим Кондратюк — Олександр Акімов
- Дмитро Терещук — Бачо
- Юрій Висоцький — Чарков
- Олександр Солодкий — Павло
- А також: Павло Скороходько, Дмитро Завадський та інші.

## Відгуки кінокритиків та науковців
Мінісеріал «Чорнобиль» здобув загальне визнання у кінокритиків, звичайних глядачів та був позитивно оцінений істориками за правдиве зображення подій Чорнобильської катастрофи. На сайті-агрегаторі відгуків професійних кінокритиків Rotten Tomatoes мінісеріал на основі 97 відгуків має рейтинг 96 % (середня оцінка 8,94/10). На сайті-агрегаторі відгуків професійних кінокритиків Metacritic мінісеріал на основі 27 рецензій має середній бал 82 зі 100. На сайті-агрегаторі відгуків звичайних кіно- та телеглядачів IMDb, мінісеріал на основі майже 600 тис. відгуків отримав 5-те місце у переліку 250-и найоціненіших телесеріалів IMDb.

### Відгуки іноземних кінокритиків та науковців
Американські кінокритики галузевих видань BBC News, The Atlantic, The Washington Post та Hollywood Reporter позитивно відгукнулися про мінісеріал та підкреслили паралелі з сучасним суспільством та яку потугу в ньому має інформація та можливість нанесення колосальної катастрофи керівництвом держави коли воно вчиняє дезінформаційну війну як проти своїх громадян, так і проти іноземних держав-супротивників: Емма Сондерз з видання BBC, цитуючи у своєму огляді одну з акторок серіалу Емілі Вотсон, зазначає що ми «бачимо тривожні паралелі між ситуацією у Чорнобилі та сьогоденням […] часом політична правда виявляється вигіднішою ніж те про що говорять науковці. Правда — це вельми швидкозмінний бенкет»; Софі Ґілберт з видання The Atlantic похвалила мінісеріал за «похмуре дослідження високої ціни яку буде понесено упосліджувачами правди»; Генк Стювер з The Washington Post похвалив мінісеріал за правдиве зображення того «що трапляється коли брехня стає буденністю життя, й відбувається рутинне перевищення повноважень влади»; Міра Маял з видання Hollywood Reporter похвалила мінісеріал за «шалено влучне зображення людських втрат які спричиняє цензура».
Американські науковці також позитивно відгукнулися про мінісеріал. Так американський науковець з астрофізики Девід Моррісон у коментарі виданню Skeptical Inquirer прихильно відгукнувся про серіал та заявив що він був вражений «увагою до деталей» та підкреслив що «мінісеріалу вдалося дуже вдало представити технічний та людський аспект трагедії.» Американський науковець з електромагнетизму Дженіфер Кросбі у своїй рецензії для видання The Objective Standard позитивно відгукнулася про мінісеріал, підкреслила що серіалу вдалося «дослідити причини цієї колосальної катастрофи та проілюструвати як її наслідки було посилено ухиляннями та запереченнями [московськими можновладцями] при владі», та зауважила що «хоча справжня оцінка мільйонних втрат життів від цієї катастрофи навряд чи стане відомою загалу, мінісеріал Чорнобиль є важливим кроком на нашому шляху зрозуміння справжніх причин та наслідків цієї катастрофи.»
Серед меншини іноземних науковців, які негативно оцінили мінісеріал був канадський науковець з англійської літератури Аарон Джованноне який у своїй рецензії для видання Jacobin дуже негативно відгукнувся про мінісеріал Чорнобиль підкресливши що «в той час, як сьогодні ми продовжуємо хвилюватися про триваючу екологічну кризу, спричинену капіталізмом, мінісеріал Чорнобиль зловтішається з невдачі [Радянської імперії] — історичної спроби побудови альтернативи капіталізму».

### Відгуки українських кінокритиків та науковців
Автор публіцистичної книжки «Чорнобиль. Історія трагедії» український та американський науковець-історик Сергія Плохій у коментарі виданню hromadske заявив що йому мінісеріал сподобався та похвалив антураж, костюми, загальну атмосферу серіалу, однак висловив певні застереження стосовно зображення Брюханова та Дятлова як ключових негативних персонажів у серіалі. Інший український науковець-історик Ольга Мартинюк у своїй рецензії для інтернет-видання Commons більш критично відгукнулася про мінісеріал та розкритикувала його за те, що у ньому образу Росії, як командувача Радянською імперії з Москви, надано більш об'єктну роль, натомість Україні віддано більш суб'єктну роль: протагоністи-українці перебувають на другому плані в ролі потерпілих або ліквідаторів, а українські чиновники повністю відсутні, хоча останні тоді, на думку Мартинюк, «часто йшли на конфлікт із Москвою». Водночас журналіст-кінокритик Назар Заноз у своїй рецензії для Радіо Свобода дуже позитивно відгикнувся про мінісеріал підкресливши що мінісеріал «чудово показує, яка атмосфера панувала в [Радянській імперії]: атмосфера тотального страху (при чому це в найліберальніші часи Союзу — за Перебудови), недовіри, халатності та некомпетентності, адже всім заправляли партійні бонзи [з Москви], а не компетентні спеціалісти» та зауваживши що такі твори, як «Чорнобиль», є «дуже дієвим інструментом боротьби із заразою російської пропаганди, адже влучно оголюють всю суть, котру Москва намагається приховати, притрусивши нафтодоларами та культурним спадком.».

## Контроверсійності

### Звинувачення у плагіаті уривку з української п'єси письменника Павла Ар'є «На початку і наприкінці часів»
У 2019 році творців мінісеріалу було звинувачено у плагіаті уривку з української п'єси письменника Павла Ар'є «На початку і наприкінці часів». Зокрема у четвертій серії мінісеріалу деякі українські глядачі помітили схожість одного з монологу в мінісеріалі з фрагментом монологу з п'єси українського драматурга Павла Ар'є «На початку і наприкінці часів»; незабаром й сам автор п'єси Павло Ар'є відкрито звинуватив авторів серіалу у використанні його п'єси без узгодження з автором та з порушеннями авторських прав. Згодом шоуранер мінісеріалу Крейґ Мейзін відреагував на підозри у плагіаті п'єси Павло Ар'є «На початку і наприкінці часів» й відкинув усі звинувачення заявивши що він зроду не чув навіть про існування такого письменника як Павло Ар'є й тим паче не читав його п'єси та не дивився вистав на основі п'єси «На початку і наприкінці часів».

### Звинувачення у плагіаті ряду уривків з двох документальних фільмів студії «Укркінохроніка» та візуалізації одного з цих уривків Андрія Приймаченка
У 2019 році творців мінісеріалу було звинувачено у плагіаті відеоуривку з документального 3-серійного мінісеріалу Чорнобиль: Два кольори часу (режисер Ігор Кобрин, 1986—1988) та аудіоуривку з документального короткометражного 23-хвилинного фільму Того ранку 26 квітня (режисер В'ячеслав Манілов, 1993) виробництва студії «Укркінохроніка»; крім цього творців мінісеріалу було звинувачено у плагіаті створеної у 2013 році візуалізації аудіоуривку з документального фільму Того ранку 26 квітня режисера Андрія Приймаченка який виклав цю візуалізацію на своєму Youtube-каналі Студія Peredova. Згодом Приймаченко повідомив що після його скарг його скерували до російської юридичної компанії з Москви що представляє інтереси HBO в Росії/СНД представники якої йому озвучили офіційну позицію компанії що «ми ваше відео не бачили […] ми нічого у Вас не копіювали й наша робота на 100 % автентична»; цю відповідь московських юристів Приймаченко прокоментував заявою що «для того, щоби тьоті й дяді з Москви не вирішували за нас [українців] і ми [українці] стали суб'єктом процесу, а не його об'єктом, нам потрібно для початку самостійно створювали власний продукт».
Згодом у квітні 2021 року представники компанії «Укркінохроніка» заявили що вони ще не подали на виробника мінісеріалу компанію HBO в український суд у питанні порушенні авторських прав на контент Укркінохроніки, однак вже «включили це у свій план»; юридичні інтереси компанії «Укркінохроніка» представляє компанія Law Net.
У листопаді 2023 року в Окружному суді Південного округу Нью-Йорка розпочався судовий процес за позовом щодо використання без дозволу Приймаченка його роботи «Наймоторошніша телефонна розмова 20-го століття» в першому епізоді серіалу. Влітку 2025 року автор досяг з компанією HBO мирової угоди, яка передбачає компенсацію.

### Викуп прав на показ в Україні російською компанією
Після прем'єри мінісеріалу «Чорнобиль» в США з оригінальною англійськомовною аудіодоріжкою на в етері HBO 6 травня — 3 червня 2019 року, згодом відбувся єдиноразовий телепоказ мінісеріалу в Україні — на телеканалі 1+1 з українськомовним дублюванням Студії 1+1 18-20 червня 2019 року, після чого мінісеріал невдовзі прибув до каталогів українських служб легального потокового відтворення відео (Divan.tv, oll.tv, sweet.tv, Megogo тощо) виключно без опції українськомовного аудіо. Українськомовне дублюванням чи озвученням було відсутнє для легального перегляду мінісеріалу в Україні на цифрових платформах, оскільки виняткові права на серіал на території України до 2023 року перебували у російської компанії Amedia TV, яка надає усім глядачам СНД, України та Грузії доступ до виключно оригінальної аудіодоріжки та російськомовного дублювання придбаного контенту без опції українськомовного аудіо на онлайн-сервісі Amediateka та сервісах партнерів компанії у Росії та за її межами, зокрема через посередників. В Україні таким посередником виступала Медіа Група Україна українського олігарха Ріната Ахметова, яка наприкінці 2017 року уклала ліцензійну угоду на трансляцію та розповсюдження на території України контенту Amedia TV, завдяки чому серіал можливо було переглянути легально до середини лютого 2023 року. Ліцензійна угода була чинна до 31 грудня 2022 року.
Завдяки прямим угодам українських компаній з правовласником, з кінця 2023 року серіал «Чорнобиль» стало можливо легально переглянути на Megogo, а з кінця 2024 року на Київстар ТБ.

## Нагороди й номінації
Влітку 2019 з'явилась інформація про намір українського режисера Мирослава Слабошпицького висунути команду «Чорнобиля»: сценариста Крейґа Мейзіна, режисера Югана Ренка, оператора Якоба Ірі, а також акторів Стеллана Скарсґарда й Емілі Вотсон на здобуття Шевченківської премії в галузі кіномистецтва. Це висунення відбулось у листопаді 2019, але не Слабошпицьким, а членом Національної спілки кінематографістів Сергієм Тримбачем, який номінував американського шоуранера та автора сценарію мінісеріалу Крейґа Мейзіна, американського режисера-постановника мінісеріалу Йохана Ренка, американського оператора-постановника мінісеріалу Якоба Ірі, американського художника-постановника мінісеріалу Люка Голла, та американського актора-виконавця головної ролі Джареда Гарріса. Врешті творці мінісеріалу так і не здобули Шевченківську премію в галузі кіномистецтва за 2019 рік, оскільки її було вручено українському режисерові Роману Бондарчуку за український повнометражний ігровий фільм «Вулкан».
| Премія                                 | Категорія                                                                   | Номінант(и)      | Результат    | Дж.    |
| -------------------------------------- | --------------------------------------------------------------------------- | ---------------- | ------------ | ------ |
| Премія «Золотий глобус»                | За найкращий мінісеріал або телефільм                                       | «Чорнобиль»      | Перемога     | [ 66 ] |
| Премія «Золотий глобус»                | За найкращу чоловічу роль мінісеріалу або телефільму                        | Джаред Гарріс    | Номінація    | [ 66 ] |
| Премія «Золотий глобус»                | За найкращу чоловічу роль другого плану серіалу, мінісеріалу або телефільму | Стеллан Скашгорд | Перемога     | [ 66 ] |
| Премія «Золотий глобус»                | За найкращу жіночу роль другого плану серіалу, мінісеріалу або телефільму   | Емілі Вотсон     | Номінація    | [ 66 ] |
| Премія Асоціації телевізійних критиків | Програма року                                                               | «Чорнобиль»      | В очікуванні |        |
| Премія Асоціації телевізійних критиків | За видатні досягнення в кіно, мінісеріалі й спеціальному шоу                | «Чорнобиль»      | Перемога     |        |
| Прайм-тайм премія «Еммі»               | Найкращий мінісеріал                                                        | «Чорнобиль»      | Перемога     | [ 67 ] |
| Прайм-тайм премія «Еммі»               | Найкращий актор у мінісеріалі або фільмі                                    | Джаред Гарріс    | В очікуванні | [ 67 ] |
| Прайм-тайм премія «Еммі»               | Найкращий актор другого плану в мінісеріалі або фільмі                      | Стеллан Скашгорд | В очікуванні | [ 67 ] |
| Прайм-тайм премія «Еммі»               | Найкраща акторка другого плану в мінісеріалі або фільмі                     | Емілі Вотсон     | В очікуванні | [ 67 ] |
| Прайм-тайм премія «Еммі»               | Найкращий режисер мінісеріалу, фільму або драматичної програми              | Юган Ренк        | В очікуванні | [ 67 ] |
| Прайм-тайм премія «Еммі»               | Найкращий сценарій мінісеріалу, фільму або драматичної програми             | Крейг Мезін      | В очікуванні | [ 67 ] |